# Gadus
Chi cá tuyết (Danh pháp khoa học: Gadus) là một chi cá trong họ Gadidae thuộc bộ cá tuyết Gadiformes, đây là chi cá có nhiều giá trị kinh tế và được khai thác, tiêu thụ, xuất khẩu với số lượng lớn.

## Các loài
- Gadus macrocephalus
- Gadus morhua
- Gadus ogac
- Gadus chalcogrammus

## Khai thác
Cá minh thái Alaska là đối thủ cạnh tranh chính của cá tra. Cá minh thái Alaska được ưa thích hơn cá tra do được khai thác tự nhiên, giá rẻ tương đương thậm chí rẻ hơn cá tra nuôi. Năm 2007–2008, nhiều nước giảm tối đa việc khai thác cá minh thái Alaska để duy trì sản lượng tự nhiên, làm cho nguồn cung sản phẩm cá minh thái giảm mạnh. Do đó giá cá tra đột ngột tăng vọt do được nhiều nhà nhập khẩu Âu, Mỹ chọn là sản phẩm thay thế cho cá minh thái. Sau thời gian giảm khai thác, hiện nay sản lượng cá minh thái tự nhiên đã phục hồi, người tiêu dùng châu Âu và châu Mỹ quay lại với sản phẩm truyền thống này, vì đó sản phẩm tự nhiên khai thác biển, hợp khẩu vị và giá rẻ.
Ba loài cá được tiêu thụ nhiều nhất ở Đức là cá minh thái Alaska, cá trích và cá hồi. Nhu cầu tiêu thụ cá minh thái Alaska tăng nhiều nhất, từ 22,1% năm 2011 lên 26% năm 2012. Đức vẫn nhập nhiều nhất là cá minh thái Alaska, nhưng khối lượng NK giảm so với năm 2012.
Cá trích, cá minh thái, cá hồi và cá tuyết là những sản phẩm được tiêu thụ nhiều nhất ở Ba Lan, chiếm 70% tổng nhập thủy sản của nước này năm 2012 (452.000 tấn) một số sản phẩm philê cá thịt trắng đông lạnh như cá minh thái Alaska. Bên cạnh đó, các nhà sản xuất surimi cá minh thái Alaska và nhà nhập khẩu Hàn Quốc đã ký hợp đồng giao dịch surimi vụ B với giá cao hơn 5- 15% so với giá của vụ A. Trong số các sản phẩm philê cá thịt trắng đông lạnh như cá tuyết, cá minh thái, cá hồi, cá tra…, philê cá minh thái Alaska đông lạnh là sản phẩm được nhập khẩu nhiều nhất vào thị trường Brazil trong năm 2012. Năm 2013, tại Chi Lê đã nhập khẩu 298 tấn philê cá minh thái Alaska đông lạnh, giảm 4,5% so với năm 2012, Chi Lê nhập khẩu nhiều cá minh thái Alaska trong nhóm hàng cá thịt trắng philê.